# Georg Ludwig Rudolf von Linstow
Georg Ludwig Rudolf von Linstow (* 4. Dezember 1743; † 14. August 1807 in Klieschau) war ein preußischer Generalmajor.

## Leben

### Herkunft
Seine Eltern waren der hessische Oberst und Kommandant von Gießen Adolf Günther von Linstow (* 15. November 1707; † 1759) und dessen Ehefrau Amalia Katharina N.N.

### Militärkarriere
Linstow kam schon früh als Page zum preußischen König Friedrich II. Am 14. Januar 1760 wurde er als Fähnrich im Dragonerregiment „von Krockow“ angestellt. Während des Siebenjährigen Krieges kämpfte Linstow in den Schlachten bei Liegnitz, Torgau und Freiberg sowie bei der Belagerung von Dresden. In der Zeit wurde er am 14. April 1761 Sekondeleutnant.
Nach dem Krieg avancierte Linstow am 30. September 1772 zum Premierleutnant und nahm als solcher 1778/79 am Bayerischen Erbfolgekrieg teil. Er kämpfte in den Gefechten bei Trautenau und Braunau. Für Braunau erhielt er am 18. Februar 1779 den Orden Pour le Mérite. Anschließend wurde er 1779/80 auf Werbung nach Frankfurt am Main geschickt. Am 22. September 1782 wurde er Stabshauptmann und am 4. Januar 1790 Major. Im Ersten Koalitionskrieg kämpfte Linstow bei der Kanonade von Valmy, der Schlacht bei Kaiserslautern sowie ferner in den Gefechten bei Wachenheim, Hochheim, Bingen, Eschweiler und bei Zweibrücken. Bei Beubenhausen wurde er verwundet. In dieser Zeit wurde er am 9. Februar 1793 zum Eskadronchef ernannt.
Nach dem Krieg wurde Linstow am 25. Juni 1798 Oberstleutnant und am 23. Juni 1799 Oberst. Am 5. Oktober 1805 erhielt er seine Demission als Generalmajor und dazu eine Pension von 600 Talern. Er starb am 14. August 1807 in Klieschau (Kreis Steinau).
In seiner Beurteilung vom 15. Dezember 1795 heißt es: Ist ein guter und brauchbarer Officier, hat, da er vordem lange auf Werbung gestanden, den Wein und das Spiel geliebt, soll sich aber davon corrigiret haben.

### Familie
Linstow heiratete im Jahr 1780 in Frankfurt am Main Maria Magdalena Dietz (* 25. Januar 1762; † 25. Mai 1799). Das Paar hatte mehrere Kinder:
- Wilhelm (* 1783), Oberstleutnant
- Georg Ernst Karl Friedrich Christoph Rudolf (* 25. Juni 1786; † 28. Oktober 1806), gefallen als Sekondeleutnant im Dragonerregiment Nr. 2 bei Prenzlau
- Georg (* 25. Juni 1792; † 29. Juni 1856), Oberstleutnant ⚭ 1818 Ernestine von Liebermann (* 10. Dezember 1794; † 26. September 1874)

Nach dem Tod seiner ersten Frau heiratete er am 2. Dezember 1803 in Klieschau Henriette von Lüttwitz (* April 1755; † 13. Januar 1835) aus dem Haus Lang-Heinersdorf. Sie war die Witwe des Landschaftsdirektors Johann Rudolf von Skrbensky (* 1750; † 13. Juni 1800).